# Фонтевиво
Фонтевѝво (на италиански: Fontevivo, на местен диалект Fontvìv, Фонтъвив) е градче и община в северна Италия, провинция Парма, регион Емилия-Романя. Разположено е на 53 m надморска височина. Населението на общината е 5572 души (към 2010 г.).